# لوري بيندر
لوري بيندر (بالإنجليزية: Laurie Binder)‏ هي عداءة مراثونية أمريكية، ولدت في 10 أغسطس 1947.